# IC 273
IC 273 est une galaxie spirale barrée vue par la tranche et située dans la constellation de la Baleine. Sa vitesse par rapport au fond diffus cosmologique est de (2972 ± 15) km/s, ce qui correspond à une distance de Hubble de 43,8 ± 3,1 Mpc (∼143 millions d'al). IC 273 a été découverte par l'astronome français Stéphane Javelle en 1894.
IC 273 présente une large raie HI.
À ce jour, une mesure non basée sur le décalage vers le rouge (redshift) donne une distance d'environ 35,800 Mpc (∼117 millions d'al). Cette valeur est à l'extérieur mais compatible avec les valeurs de la distance de Hubble.

## Groupe de NGC 1137
IC 273 fait partie d'un groupe de galaxies d'au moins 5 membres, le groupe de NGC 1137. Outre IC 273 et NGC 1137, les trois autres galaxies du groupe sont NGC 1153, IC 277 et UGC 2441. À ces cinq galaxies, il faut ajouter la galaxie UGC 2446, car elle forme une paire de galaxies avec NGC 1153.